# Sarkaghat
Sarkaghat là một thị xã và là một nagar panchayat của quận Mandi thuộc bang Himachal Pradesh, Ấn Độ.

## Nhân khẩu
Theo điều tra dân số năm 2001 của Ấn Độ, Sarkaghat có dân số 3706 người. Phái nam chiếm 50% tổng số dân và phái nữ chiếm 50%. Sarkaghat có tỷ lệ 79% biết đọc biết viết, cao hơn tỷ lệ trung bình toàn quốc là 59,5%: tỷ lệ cho phái nam là 83%, và tỷ lệ cho phái nữ là 74%. Tại Sarkaghat, 11% dân số nhỏ hơn 6 tuổi.